# Idiopático
Idiopático é um adjetivo usado primeiramente na medicina significando surgido espontaneamente ou de causa obscura ou desconhecida. Derivado do grego ἴδιος, idios (de si próprio) + πάθος, pathos (sofrimento).
É tecnicamente um termo da nosologia, ramo da medicina que estuda a classificação das doenças. Para a maioria das condições médicas, uma ou mais causas são conhecidas, mas em certa percentagem de pessoas afetadas pela doença, a causa pode não estar aparente ou ser caracterizada. Nesses casos, a origem da doença é dita "idiopática".
Como exemplo de doença, a polineuropatia axonal idiopática crônica.
Em seu livro "The Human Body" (O corpo humano), Isaac Asimov escreveu um comentário feito sobre o termo "Idiopático" na 20ª edição do Stedman's Medical Dictionary: "um termo pretensioso para ocultar ignorância".